# Eks distrikt
Eks distrikt är ett distrikt i Mariestads kommun och Västra Götalands län. 
Distriktet ligger sydväst om Mariestad. 

## Tidigare administrativ tillhörighet
Distriktet inrättades 2016 och utgörs av socknen Ek i Mariestads kommun.
Området motsvarar den omfattning Eks församling hade 1999/2000.